# Zushi
Zushi (Japans: 逗子市, Zushi-shi) is een havenstad in de prefectuur Kanagawa in Japan. De oppervlakte van deze stad is 17,34 km² en medio 2010 heeft de stad bijna 59.000 inwoners.
De stad ligt op het schiereiland Miura aan de Sagamibaai. De stad is gebouwd op een kustvlakte gevormd door de rivier Tagoe (田越川) en wordt omringd door lage, steile heuvels.

## Geschiedenis
Zushi werd op 15 april 1954 een stad (shi).

## Verkeer
Zushi ligt aan de Yokosuka-lijn van de East Japan Railway Company en aan de Zushi-lijn van de Keihin spoorwegmaatschappij.
Zushi ligt aan de nationale autoweg 134, de Zuyo-tolweg en aan de prefecturale wegen 24, 205, 207, 217 en 311.

## Economie
Zushi is een slaapstad voor Tokio en Yokohama. Velen uit de elite van Tokio, zoals Shintarō Ishihara, schrijver en de gouverneur van de prefectuur Tokio, hebben in deze populaire badplaats een tweede huis.
In Zushi wonen veel van militairen van de VS in de wijk Ikego op ongeveer 12 km van het marinehaven in Yokosuka. Ikego was vroeger een arsenaal van de Japanse Keizerlijke Marine. Ikego werd in in april 1996 geopend met woningen voor ongeveer 3400 families.

## Bezienswaardigheden
- Ganden-ji, een Boeddhistische tempel
- Hosshō-ji, een tempel van het Nichiren-boeddhisme

## Partnersteden
Zushi heeft sinds 27 november 1979 een stedenband met :
- Ikaho, sinds 2006 opgegaan in de stad Shibukawa

## Aangrenzende steden
- Kamakura
- Yokosuka
- Yokohama

## Geboren in Zushi
- Nobuteru Ishihara (石原 伸晃, Ishihara Nobuteru), politicus van de LDP
- Yoshizumi Ishihara (石原 良純, Ishihara Yoshizumi), acteur en weerpresentator
- Takeshi Aikoh (愛甲 猛, Aikoh Takeshi), honkbalspeler
- Hirotaka Ishihara (石原 宏高, Ishihara Hirotaka), politicus van de LDP
- Risako Sugaya (菅谷 梨沙子, Sugaya Risako), J-popzangeres